# Makisu

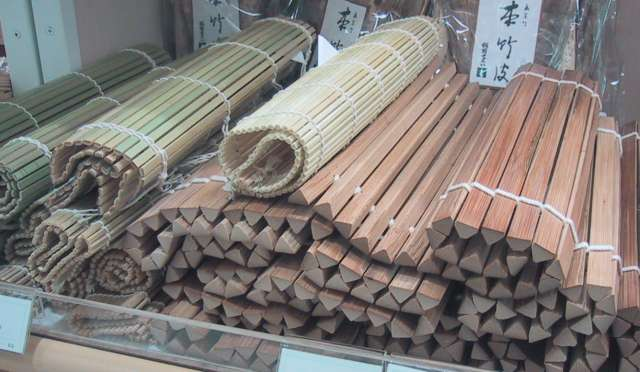
Makisu

Eine Makisu (japanisch 巻き簾) ist eine kleine Matte, die bei der Herstellung von Sushi verwendet wird.
Diese Matte ist etwa 30 mal 30 Zentimeter groß und wird zum Aufrollen der gefüllten Nori-Blätter verwendet. Man kann mit ihr die Sushi-Rollen entweder rund oder auch eckig formen. Sie besteht aus mit Baumwollschnur zusammengebundenen Bambusstreifen, die gleichfalls nur mit Wasser und Bürste gereinigt und anschließend getrocknet werden sollte. Diese Matte unterhebt ein ganzes Nori-Blatt vollständig; kleinere Exemplare gibt es für die Herstellung kleiner Sushi-Rollen aus einem kleinen Nori-Blatt.